# موگه (شاه)
موگه یا مائوس (۱ ژانویهٔ ۰۲۰۰ – ۱ ژانویهٔ ۰۱۰۰) نخستین پادشاه دولت سکایی هند بود. او به هندوستان حمله کرد و با تسخیر مناطق دولت یونانی هند، قوم ایرانی‌تبار سکا را بر این مناطق چیره کرد.
نام موگه به صورت یونانی Μαύης در زبان‌های غربی به صورت مائوئس (Maues) نیز ثبت شده‌است.
موگه اولین پادشاه سکایی بود که در پاکستان کنونی حکومت کرد. در خصوص زندگی وی اطلاعاتی در دست نیست. وی به همراه سکاهایی که در قرن دوم پیش از میلاد از درهٔ آمودریا مهاجرت کردند، به جنوب مهاجرت کرد و به تابعیت ملل باختری درآمد.
آریان از سکاهای آسیایی تحت عنوان مائوکوس نام می‌برد. قبیله‌ای از سکاها نیز در آسیا، در ناحیه‌ای نه چندان دور از باختر و سغد، بوده‌اند که از هم‌پیمانان داریوش سوم بودند. در منابع چینی آمده‌است که در ۱۰۲ ق. م پادشاهی به نام مائوکوا - که در فرغانه مستقر بوده مورد حمله سپاه چین قرار می‌گیرد. نام او همانندی بسیاری با نام موگه دارد و این نشان می‌دهد که وی یک شاه سکایی بوده‌است.
موگه سکه‌هایی از نقره و برنز ضرب کرده‌است. بر روی سکه‌های نقره‌ای عنوان شاه شاهان بزرگ مایوی و، بر پشت سکه همان نوشته به خط خروشتی «راجه‌تراجه مهاتسه موسه» نقش بسته‌است. بر روی سکه‌های مسی او، در کنار این نوشته، نوشتهٔ کوچکتری نیز با نام شاه مایوی و مهاراجه موسَه بر پشت سکه به خط خروشتی نوشته شده‌است.
طرح این سکه‌ها از روی سکه‌های فیل، سرکادوسوس دمتریوس اول و آپولو (تریپود آپولودوتس) الگوبرداری شده‌است. احتمالاً سکه‌های موسوم به موگه - که نوشته کمتری از القاب دارند. متعلق به موگه یکم می‌باشند. موگه دوم به نظر می‌رسد که به ضرب سکه با لقب‌های بالاتری پرداخته‌است.